# Taylor Townsend (personaje)
Taylor Townsend es un personaje de la serie de televisión The O.C. interpretada por la actriz Autumn Reeser.

## Descripción del personaje
En la serie, es una chica con poca confianza que inicia su participación en la serie como una estudiante modelo, muy inteligente. 
Su madre, es la agente de deportistas Veronica Townsend, es presidenta de la asociación de padres de la escuela Harbor. Su padre, desconocido hasta la fecha; se dice ser terapista de pareja y otros trabajos los cuales no se especifican.
Taylor es muy inteligente, audaz y muy asertiva. También habla varios idiomas: francés, español y coreano; y en algunos casos incluye términos en latín.
Sin embargo, pese a sus cualidades, se encuentra en primera instancia desesperada por afecto para con ella; lo que ocasiona que se enamore de cualquier hombre que le ofrezca cualquier ayuda o muestra de afecto. Dicho comportamiento es el resultado de su relación con su madre, emocionalmente fría y distante; que no valora los esfuerzos y logros de su hija.
Al principio, se mostraba como una "general enemiga" en cuanto a la escuela y relación con Marissa y allegados pero luego se descubre su lado amigable y se vuelve amiga de ellos.

### Temporada 3
La primera aparición de Taylor fue en esta temporada cuando Marissa es expulsada de la escuela o preparatoria Harbor y por consiguiente, del consejo estudiantil; esto ocurre por el disparo de bala que hizo Marissa al hermano de Ryan, Trey Atwood defendiendo al primero, su novio.
Ante la falta inmediata de Marissa, Taylor asume las responsabilidades de ella en cuanto al consejo estudiantil, con el carácter que se puede comparar con el personaje de Reese Witherspoon en la película Election. Siendo en esta etapa ambiciosa, sus acciones hacen enojar a la mejor amiga de Marissa: Summer.
La actitud mandadera de Taylor hace que Summer busque lugar en el consejo estudiantil. Su primer gran reto es organizar el carnaval anual de la escuela, la cual ella planea y ejecuta a perfección.
Sin embargo, cuando Summer planea el baile de verano, es opacada totalmente por Taylor, la cual, se lleva todo el crédito de dicho baile junto con el nuevo decano; Taylor haciendo referencia a esto, dice: "Este es el final de Summer (Verano, de allí la ambigüedad)".
Al principio, solo Summer se preocupa por esta monarquía de Taylor, y su novio Seth Cohen no puede creer lo que ella vio (Taylor y el decano Hess besándose en la oficina).
Seth y Summer convencen a Taylor de ir a un motel bastante histórico (donde Luke Ward y Julie Cooper tuvieron un amorío y donde Ryan y Theresa concibieron un hijo) para encontrarse supuestamente con el decano Hess solo para encontrarse con Seth y Summer acusándola de dicha relación. Argumentando pruebas, Summer obliga a Taylor a decirle la verdad a Sandy (Padre de Seth).
Más tarde, Sandy confronta al decano Hess y cambia su silencio por el regreso de Ryan a Harbor.
A pesar de tener actividad social, Taylor es detestada por los estudiantes. Durante el episodio "The Swells", los compañeros le arrojan objetos a ellas debido al encierro que ella planeó para los estudiantes de último año; y entonces Seth la salva, por lo cual Taylor se enamora de él.
Taylor, en pro de quedarse a solas con Seth, le impide la entrada a Summer diciéndole a ella que no podía escucharla.
También en este episodio vemos la razón de la forma ser de ella; debido a su madre que en su entrada en escena se muestra fría emocionalmente.
Su terrible relación (entre Taylor y su madre), se ve en "The safe harbor", cuando Seth y Summer quiere que Marissa vuelva; van con ella para buscar firmas de los estudiantes que apoyen la petición.
Taylor al principio se muestra renuente, especialmente por su madre que amenaza con quitarle el auto y el pago de sus estudios. Sin embargo, Taylor defiende a Marissa en la junta escolar desafiando a su madre; y con esto gana el respeto de los compañeros y especialmente de Summer.

### Temporada 4
En la cuarta temporada, Taylor vuelve clandestinamente a Newport buscando ayuda legal para divorciarse de su esposo francés Henri Michel; el cual, se rehúsa a firmar los papeles del divorcio.
Luego de su regreso, empieza a esconderse en diferentes lugares para evitar a su madre. De hecho, visita a Summer a Brown; y regresa a quedarse con los Cohens.
Kirsten Cohen trata de ayudarla "preparando el terreno", hablando con Veronica, para que Taylor decidiese conversar con su madre; pero al hacerlo, Veronica se enfurece y la hecha de su casa.
En el episodio "The Metamorphosis", Taylor recibe una carta de Henri Michel, diciéndole que no iba a firmar los papeles del divorcio.
El abogado se presenta y da la noticia de que no hay divorcio a menos que existiese una infidelidad por parte de ella; a lo cual responde que es infiel con Ryan Atwood (Ryan no sabía nada de su papel como amante de Taylor).
Dicho desconocimiento ocasiona el que Ryan no quisiera ayudar a Taylor, pero tras una charla con Sandy, él decide ayudarla y; cuando va al encuentro del abogado le da un beso a Taylor, con lo cual fue suficiente para el divorcio. En prueba de agradecimiento Taylor le lleva un postre a Ryan que ella misma preparó.
Dado el beso con Ryan por lo del abogado, Taylor se enamora de Ryan y hablando con Seth, se da cuenta de que Ryan sufre insomnia y ella aprovecha diciendo que es una terapeuta del sueño para posteriormente seducirlo. En medio del "estudio" de la razón de la insomnia, descubren que el problema radica en Volchok (el que perpetuó la muerte de Marissa); de cualquier manera, Ryan en cierta forma clama que él no quiere salir con Taylor; a lo cual ella se siente muy mal y le prepara un té para ayudarlo a dormir.
Es entonces cuando Ryan, le dice que el desearía sentir algo así como ella por él y Taylor, le propone que se besen.
Posterior al beso, Ryan aparece durmiendo sin haber tomado el té que le llevó Taylor. Así, él se da cuenta de que le gusta Taylor y decide invitarla a salir. Sin embargo durante la cita, él se da cuenta de que no está listo para ennoviarse de nuevo. Taylor intenta ponerlo celoso pero de cualquier manera deciden tomar las cosas despacio y hacen los "siete minutos en el paraíso" en un clóset.
En el episodio de Chrismukkah, Ryan no quiere invitarla a pasar festividades porque de hacerlo, haría oficial lo suyo con Taylor. Anticipando esto, ella va y le entrega un regalo, y dada la indeferencia de Ryan frente a este, Taylor sube a la escalera donde Ryan estaba colocando las luces de Navidad; en el forcejeo, ellos se caen de la escalera y caen en comas ligeros.
En el sueño de coma, están en un mundo alterno en el cual ellos no existen y además, Taylor cree que Marissa sigue viva; lo cual ocasiona que Ryan vaya inmediatamente a buscarla y considere la posibilidad de quedarse en ese mundo. Sin embargo se da cuenta de que se trataba de Kaitlin (la hermana menor de Marissa).
Deciden entonces, dirigirse a la fiesta de Navidad (del mundo alterno), en la que Taylor encuentra a su madre y un Taylor masculino que al igual que la original, son oprimidos por Veronica; entonces Taylor decide enfrentársele y llamarla Perra, al hacer esto sale del coma.
Veronica (a la fuerza) va al hospital para ver a Taylor pero en realidad, está más preocupada por el viaje que por ella. Taylor la trata de muy buena manera (a diferencia de en el coma)
Ryan sale del mundo alterno, al leer una carta de despedida de Marissa y con esto se le da fin a cualquier fantasma o influencia que Marissa tenía en la vida de Ryan. También, la experiencia en sí, sirve para que la relación de Ryan y Taylor se fortalezca.
Dicho esto, Taylor y Ryan son oficialmente novios y él decide llevarla a la ciudad del pecado en vísperas de nuevo año en el episodio "The Eart Girls are easy" ("Las chicas de la tierra son fáciles"), pero el viaje se amarga cuando Seth lleva a Summer y se dan cuenta de que Summer podría estar embarazada. 
Sin embargo, Ryan no sabía de esto, de hecho; él creía que la embarazada era Taylor, lo que hace que Ryan empiece a indagar sobre lo que ha hecho Taylor antes de él; pero finalmente aclaran que ella no es una divorciada "caliente" y deciden probar el nuevo regalo de Taylor (lencería).
También, la relación sufre otra prueba cuando tienen la cena con el padre de Ryan, lo que permite que todo quede bien entre ellos (momentáneamente).
En el episodio "The french Connection", Ryan y Taylor experimentan un bache cuando regresa el exesposo de Taylor Henri Michel buscando recuperar a Taylor mientras promociona su libro que habla sobre Taylor todo tipo de cosas sexuales que ellos dos hicieron en Francia. 
Sin embargo, el problema no parecía lo sexual, sino la clara diferencia entre Ryan y Henri Michel y el hecho de que Taylor, tuviese mucho más en común con el francés que con Ryan; especialmente cuando se da cuenta de que Taylor miente sobre trabajo de Ryan, lo cual los separa más por Ryan creer que eran de mundos separados.
Luego de la pelea, Ryan descubre que él la quiere, pero no logra expresarlo con palabras a diferencia que el francés; y en vista de que Henri Michel daría una lectura de un poema escrito por él en público, Ryan decide también hacer y leer su propio poema.
El francés desaparece cuando se da cuenta de lo que siente Taylor por Ryan; pero ella deduce que tiene una gran dependencia a escuchar que la aman y decide "congelar" la relación, mientras ella se vuelve más independiente.

## Enlaces
- Fox Broadcasting Company (enlace roto disponible en Internet Archive; véase el historial, la primera versión y la última). Página en Inglés oficial

- Datos: Q2528340